# 굴족류
굴족류(掘足類)는 굴족강(掘足綱, Scaphopoda)에 속하는 연체동물의 총칭이다. 껍데기는 뿔이나 상아 모양을 하고 있으며 머리 부분에는 촉각이나 눈이 없다. 다리는 뾰족한데, 칼날과 같이 부풀어오른 부분이 있다. 뿔조개류가 이에 속한다.

## 하위 분류
- 뿔조개목 (Dentaliida)
- 모뿔조개목 또는 가딜라목 (Gadilida)

## 참고 문헌
- 《동물분류학》 - 한국동물분류학회(2008), 집현사